# Ophiomyia submaura
Ophiomyia submaura este o specie de muște din genul Ophiomyia, familia Agromyzidae, descrisă de Erich Martin Hering în anul 1926.
Este endemică în Germania. Conform Catalogue of Life specia Ophiomyia submaura nu are subspecii cunoscute.